# 笠浩史
笠 浩史（りゅう ひろふみ、1965年1月3日 - ）は、日本の政治家。立憲民主党所属の衆議院議員（8期）、立憲民主党国会対策委員長（第4代）。
文部科学副大臣（野田第3次改造内閣）、文部科学大臣政務官（菅直人第1次改造内閣・菅直人第2次改造内閣）、民主党幹事長代理、同神奈川県連代表、民進党国会対策委員長代理、希望の党国会対策委員長（初代）、衆議院科学技術・イノベーション推進特別委員長を歴任した。

## 来歴
福岡県福岡市生まれ。福岡県立修猷館高等学校、慶應義塾大学文学部卒業。大学卒業後の1989年（平成元年）に全国朝日放送（現在のテレビ朝日）に入社。スポット営業部を経て、政治部記者として総理官邸担当、野党担当キャップ、自民党担当キャップを歴任。

### 政界入り
2003年、当時民主党所属の衆議院議員だった松沢成文が神奈川県知事に転出。同年の第43回衆議院議員総選挙で笠は松沢の後継候補として神奈川9区から民主党公認で立候補し初当選した。当選後は政権戦略研究会に所属した。
2005年、第44回衆議院議員総選挙では自由民主党公認の山内康一（のちにみんなの党、民主党、民進党を経て立憲民主党に移籍）に神奈川9区で敗れるが、重複立候補していた比例南関東ブロックで復活し、再選。
2009年、第45回衆議院議員総選挙に神奈川9区から立候補して3選し、民主党国会対策筆頭副委員長兼衆議院文部科学委員会筆頭理事に起用される。菅直人第1次改造内閣で文部科学大臣政務官に任命され、菅直人第2次改造内閣まで務める。同年10月に結成された青山会（樽床グループ）事務局長に就任。
2012年4月、民主党総括副幹事長に起用され、同年10月、野田第3次改造内閣で文部科学副大臣に任命された。同年12月の第46回衆議院議員総選挙では、民主党に逆風吹き荒れる中でも神奈川9区で自民党の中山展宏を9,078票差で破って小選挙区で当選を果たして4選。民主党筆頭副幹事長兼選対委員長代理に就任。
2014年5月、細野豪志を中心に結成された自誓会に参加。同年12月の第47回衆議院議員総選挙では、前回よりも差を縮められたものの4,543票差で自民党の中山を破り、5選。議院運営委員会筆頭理事、民主党国会対策筆頭副委員長に就任。民進党に参加し、2016年9月民進党国会対策委員長代理に就任。

### 民進党離党、希望の党結党
2017年7月27日、民進党代表の蓮舫が、同月の東京都議会議員選挙の結果を受けて辞任を表明。蓮舫の辞任に伴い9月1日に行われた代表選挙は国会議員票で無効票が8票という異例の事態となった。笠、後藤祐一、鈴木義弘ら自誓会の中核メンバー3人と、岸本周平、福島伸享は白票を投じた。同年9月9日、笠ら5人が翌週に離党する方向となったことが報じられた。13日に笠は大島敦幹事長から慰留を受けたが、14日に離党の意向を表明した。15日には離党届を提出し、離党理由について「政権選択を問う衆議院選挙で共産党との連携はあり得ない」「自民党に対抗できる勢力を新たにしっかりと作っていきたい」と述べ、8月に離党した細野との連携に意欲を示した。民進党は「重大な反党行為」として離党届を受理せず19日付で除籍（除名）処分とした。小選挙区選出議員の離党届は原則として受理されてきたが、大島は処分理由について、代表選直後に党の結束を乱す行為であり「（比例も小選挙区も）党勢をそぐ罪の重さは同じ」と説明した。
同年9月25日、東京都知事の小池百合子は会見で、自身が代表を務める「希望の党」の結党を発表。同日、東京都選挙管理委員会を通じて総務大臣に設立を届け出た。届出には笠を含む国会議員9人が名を連ねた。
10月22日の第48回衆議院議員総選挙では希望の党公認で神奈川9区から出馬し、選挙中に希望の党が失速し前回よりもさらに差を縮められたものの1712票差で自民党の中山を破り、6選。当選後、希望の党の暫定的な執行部の国会対策委員長に就任した。11月14日、希望の党共同代表選挙後に正式な執行部が発足したことを受け、国会対策委員長を退任した。
2018年5月、希望の党が分党した時点でいずれの後継政党にも参加せず無所属となる。10月18日、無所属の長島昭久とともに衆議院院内会派・未来日本を結成した。
2019年7月2日、長島の自民党入りに伴い未来日本が解散、笠は無所属となった。

### 立憲民主党入党
2020年1月16日、前年に結成された旧民進系の統一会派である「立憲民主・国民・社保・無所属フォーラム」に合流した。9月3日、立憲民主党、国民民主党などが結成する合流新党（新・立憲民主党として結成）に参加する国会議員の募集が締め切られるが、笠は同日までに参加の意向を表明しなかった。笠の事務所は「現時点では、今後も無所属で変わらない」と述べていた。また、笠は希望の党から日本維新の会に移籍していた松沢成文から同党入りを打診されていたが、「維新が嫌なのではなく、選挙区で自民に絶対勝たなくてはいけない」などとして固辞した。
2021年9月17日、立憲民主党に入党届を提出し、21日受理された。同年10月31日、第49回衆議院議員総選挙で前回より中山との差を広げ7選。2022年8月には立憲民主党国会対策筆頭副委員長、2024年1月には立憲民主党国会対策委員長代理に就任。
2024年9月23日に実施された代表選挙では野田佳彦の推薦人に名を連ね、翌24日に党国会対策委員長に就任。
同年10月15日、第50回衆議院議員総選挙が公示され、神奈川9区からは笠、自民党現職の中山、日本維新の会公認の元県議の吉田大成、日本共産党公認の元川崎市議会議員の赤石博子の計4人が立候補した。自民党は裏金問題や統一教会問題、10月23日に発覚した非公認候補への2000万円支給問題などで逆風が吹き荒れた。10月27日、総選挙執行。投票締め切りの20時直後にNHKなどは笠の当選確実を報じ、笠は8期目の当選を果たした。中山は比例復活もかなわず、議席を失った。

## 政策・主張
- 少人数学級、少人数教育の推進
- 夜間中学、フリースクールの拡充
- リカレント教育の推進
- 映画「南京の真実」の賛同者であり、2007年6月14日、ワシントン・ポストに掲載されたアメリカ合衆国下院121号決議の全面撤回を求める広告「THE FACTS」の賛同者に名を連ねている[47][リンク切れ]。
- ジャーナリストの鈴木エイトが作成した「旧統一教会関連団体と関係があった現職国会議員168人」によれば、旧統一教会関連団体との関係について、2005年前後に教団関連イベントに祝電を送ったとされるが、祝電直後に当該団体が旧統一教会関連団体との指摘報道があり、その後は一切関係していないと弁明している[48]

- 2011年8月15日、文部科学大臣政務官在任中の終戦記念日に靖国神社を参拝した[49][リンク切れ]。
- 日本国憲法の改正に賛成[50]。
- 集団的自衛権の行使を禁じた内閣法制局の憲法解釈の見直しに賛成だが[51]、安倍内閣による安全保障関連法の成立に対する評価はどちらとも言えない[50]。
- 日本の核武装について「将来にわたって検討すべきでない」としている[51]。
- 原発の新設・増設は行わず、40年運転制限制を厳格に適用[50][52]。
- 女性宮家の創設に反対[51]。
- 同性婚制度、選択的夫婦別姓制度にやや賛成
- 日本の環太平洋戦略的経済連携協定（TPP）参加に賛成[51]。

## 人物

### 趣味・嗜好
- 森永製菓のチョコモナカジャンボが好物である[53]。また、寺田学議員によると「いや、もう、昼ごはんだから」と称し食べることもしばしばあるという[54]。

## 選挙歴
| 当落 | 選挙                   | 執行日         | 年齢 | 選挙区                  | 政党       | 得票数     | 得票率 | 定数 | 得票順位 /候補者数 | 政党内比例順位 /政党当選者数 |
| ---- | ---------------------- | -------------- | ---- | ----------------------- | ---------- | ---------- | ------ | ---- | ------------------ | ---------------------------- |
| 当   | 第43回衆議院議員総選挙 | 2003年11月09日 | 38   | 神奈川9区               | 民主党     | 7万8590票  | 50.33% | 1    | 1/4                | /                            |
| 比当 | 第44回衆議院議員総選挙 | 2005年09月11日 | 40   | 比例南関東（神奈川9区） | 民主党     | 8万2878票  | 44.51% | 22   | 2/3                | 3/7                          |
| 当   | 第45回衆議院議員総選挙 | 2009年08月30日 | 44   | 神奈川9区               | 民主党     | 12万7219票 | 63.54% | 1    | 1/5                | /                            |
| 当   | 第46回衆議院議員総選挙 | 2012年12月16日 | 47   | 神奈川9区               | 民主党     | 6万7448票  | 36.85% | 1    | 1/4                | /                            |
| 当   | 第47回衆議院議員総選挙 | 2014年12月14日 | 49   | 神奈川9区               | 民主党     | 6万4534票  | 37.87% | 1    | 1/4                | /                            |
| 当   | 第48回衆議院議員総選挙 | 2017年10月22日 | 52   | 神奈川9区               | 希望の党   | 7万2531票  | 41.30% | 1    | 1/3                | /                            |
| 当   | 第49回衆議院議員総選挙 | 2021年10月31日 | 56   | 神奈川9区               | 立憲民主党 | 8万3847票  | 42.40% | 1    | 1/4                | /                            |
| 当   | 第50回衆議院議員総選挙 | 2024年10月27日 | 59   | 神奈川9区               | 立憲民主党 | 9万3878票  | 49.58% | 1    | 1/4                | /                            |

## 所属団体・議員連盟
- 教育立国推進協議会（幹事長）
- ボーイスカウト振興国会議員連盟（事務局長）
- 日本・フィリピン友好議員連盟（幹事長）[55]
- 衆議院日本モンゴル友好議員連盟（幹事長）[56]
- 日本・ウクライナ議員連盟（副会長）
- マンガ・アニメ・ゲームに関する議員連盟（事務局長）
- 活字文化議員連盟・学校図書館議員連盟（事務局長）[57]
- 夜間中学等義務教育拡充議員連盟（事務局長）[58]
- バスケットボール議員連盟（副会長）[59]
- 日本クルド友好議員連盟（副会長）[60]
- 北朝鮮に拉致された日本人を早期に救出するために行動する議員連盟
- 日本チベット国会議員連盟
- 日本スイス友好議員連盟
- 日韓議員連盟
- 日米国会議員連盟
- 障がい者スポーツ・パラリンピック推進議員連盟
- 超党派オンライン・eスポーツ議員連盟
- 超党派ミャンマーの民主化を支援する議員連盟
- 超党派 日本国際ダンス連盟を応援する議員連盟
- 理科教育振興議員連盟
- 教育における情報通信（ICT）の利活用促進をめざす議員連盟
- 対中政策に関する国会議員連盟
- 日本会議国会議員懇談会
- 親学推進議員連盟[61]
- 人権外交を超党派で考える議員連盟（副会長） [62]

## 著書
- 『Ekitou（駅頭） テレビ記者から代議士になった男の挑戦!!』[63] 出版年ほか詳細不詳
- 『令和の日本をつくる―未来の種を植えよう』（2019年）勉誠出版 ISBN 9784896102888

### 共著
- 『サッチャー改革に学ぶ　教育正常化への道』（2005年）英国教育調査団編、PHP研究所 ISBN 9784569641355 - 寄稿「日本版「教育水準局」の創設を」
- 『教育激変 - 新教育基本法案がめざす「家庭」「学校」「日本」の10年後』（2006年）教育基本法改正促進委員会・起草委員会編、明成社 ISBN 9784944219421 - 第4章